# Grotenhielm (Adelsgeschlecht)

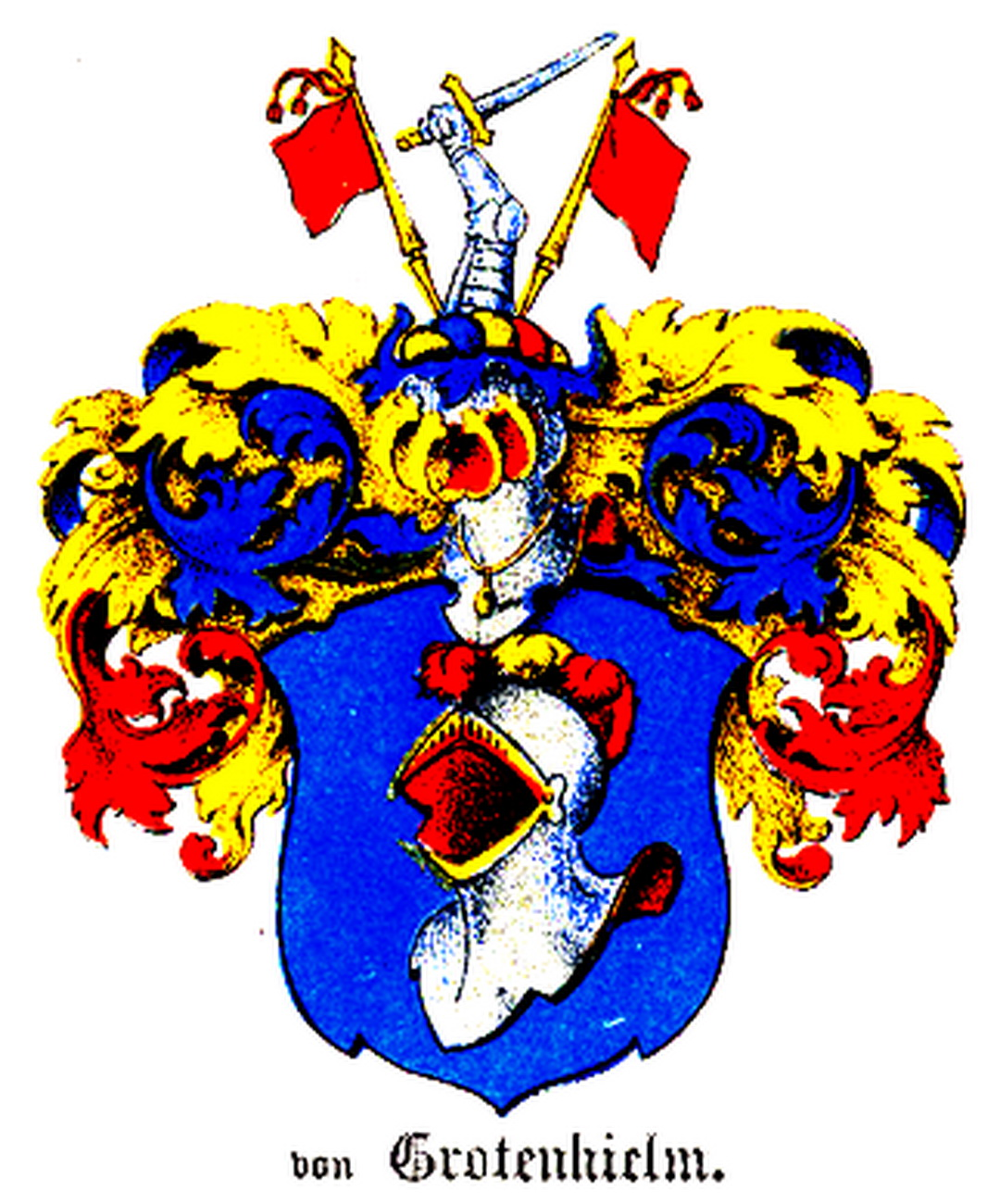
Wappen des Adelsgeschlechts „von Grotenhielm“

Grotenhielm, auch Grotenhjelm, ist der Name eines erloschenen baltisch-schwedischen Adelsgeschlechts, dessen Ursprung in Sachsen zu finden ist. Mehrere Persönlichkeiten von ihnen standen im Dienste des Russischen Kaiserreiches. Das höchste Amt als Generalgouverneur von Estland bekleidete Georg Friedrich von Grotenhielm (1721–1798).

## Geschichte
Die Ahnen der Familie Grotenhielm war die Familie Grotenfelt, sie wurde am 4. Januar 1677 in den schwedischen Adel (Registrierungsnummer 1032) aufgenommen und am 8. November 1686 in das schwedische Ritterhaus eingeführt. Ursprünglich stammten die Grotenfelts aus Sachsen und kamen über die Ostseeprovinzen nach Finnland, hier wurden sie 1818 in das Ritterhaus von Finnland (Registrierungsnummer 76) aufgenommen. Teilweise wurden sie auch als Grote, Groth oder Groote bezeichnet.
Aus dem finnischen Familienstamm wurde der Rittmeister Adam Groth, der in schwedischen Diensten stand, Herr auf Sallentack († nach 1653) in Estland. Er sowie seine Familie und unmittelbaren Verwandten wurden am 16. September 1653 unter dem Namen „von Grotenhielm“ (im Schwedischen auch Grotenhjelm) in den schwedischen Adel aufgenommen, aber nicht in das schwedische Ritterhaus introduziert. Mit Adam von Grotenhielm/Grotenhjelm begann die estländische Stammreihe.
Im Jahre 1752 leitete die Familie Grotenhielm ihren Anspruch zum Eintrag in die Estländische Ritterschaft auf die Erhebung in den schwedischen Adelsstand vom 1653 ab. Ebenso verwies sie auch auf die im Jahre 1625 erfolgte Schenkung des Gutes Sallentack durch den schwedischen König Gustav II. Adolf, der ihnen dieses Besitz als ein Mannlehen überließ. Mit Georg Friedrich von Grotenhielm wurde im Jahre 1780 die Familie in die livländische und öselsche Adelsmatrikel aufgenommen.

## Stammreihe
- Peter Grote († 1651), Herr auf Sallentack, Reiter der estländisch-schwedischen Cläes-Wachmeister-Kompanie[5] ⚭ Cäcilia von Torbecken
  - Adam Grote (* 1618, gefallen 1657), Herr auf Sallentack, Rittmeister in schwedischen Diensten, Nobilitierung als „von Grotenhielm“ in den schwedischen Adel 1653 ⚭ Gertrud von Bilderung
    - Christer Friedrich von Grotenhielm (1655–1705), Kapitän in schwedischen Diensten, Herr auf Baldwinshof und Sallentack ⚭ Ursula von Cronmann (1660–1745)
      - Magnus Gustav von Grotenhiem (1687–1753), Herr auf Sallentack und Kollo, Rittmeister ⚭ Charlotta Marcks (* 1704 in Stettin)
        - Georg Friedrich von Grotenhielm (1721–1798), Herr auf Sallentack, estländischer Gouverneur und Senator
        - Karl Magnus von Grotenhielm (getauft 1723, begraben 1767)
        - Heinrich Johann von Grotenhielm († 1792), Leutnant ⚭ Christina Luisa von Vietinghoff
        - Gustav Wilhelm von Grotenhielm
        - Nils Dietrich von Grotenhielm (1729–1790), Herr auf Kollo ⚭ 1. Ehe Hedwig Charlotte von Vietinghoff (1728–1781), 2. Ehe Dorothea Elisabeth von Zeddelmann (1752–1827)
          - Magnus Christoph von Grotenhielm, russischer Major und Stadtvogt in Sankt Petersburg ⚭ Anna Eleonora geborene von Grotenhielm († 1856)
            - Magnus Johann von Grotenhielm (* 1789 in Weißenstein, † 1867 in Wiesbaden), russischer Generalleutnant ⚭ Vera Manstein († 1891)
            - Alexander Gottlieb von Grotenhielm (* 1790), russischer Oberst ⚭ Charlotte von Nasackin (1797–1872)
              - Alexander Eduard von Grotenhielm (1831–1899), russischer Generalleutnant ⚭ Amalie Lehmann
              - Magnus Reinhold von Grotenhielm (* 1840), russischer Oberstleutnant

          - Friedrich Joachim von Grotenhielm (1731–1806), Herr auf Sallentack, russischer Generalmajor
          - Hans Dettloff von Grotenhielm (1734–1735)
          - Ernst Christoph von Grotenhielm (* 1741)

## Besitzungen
- Sallentack[6]

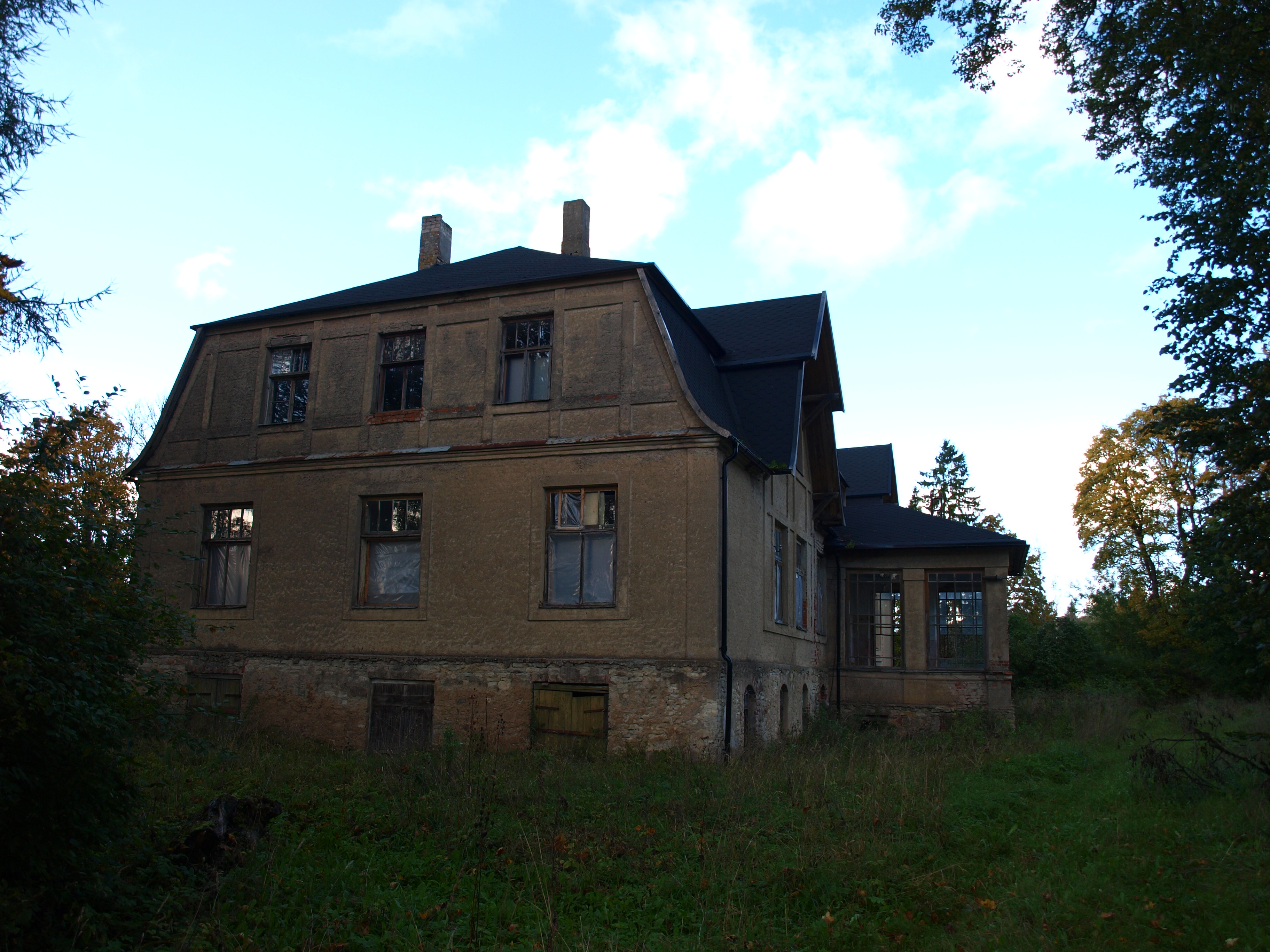
Herrenhaus auf Gut Sallentack

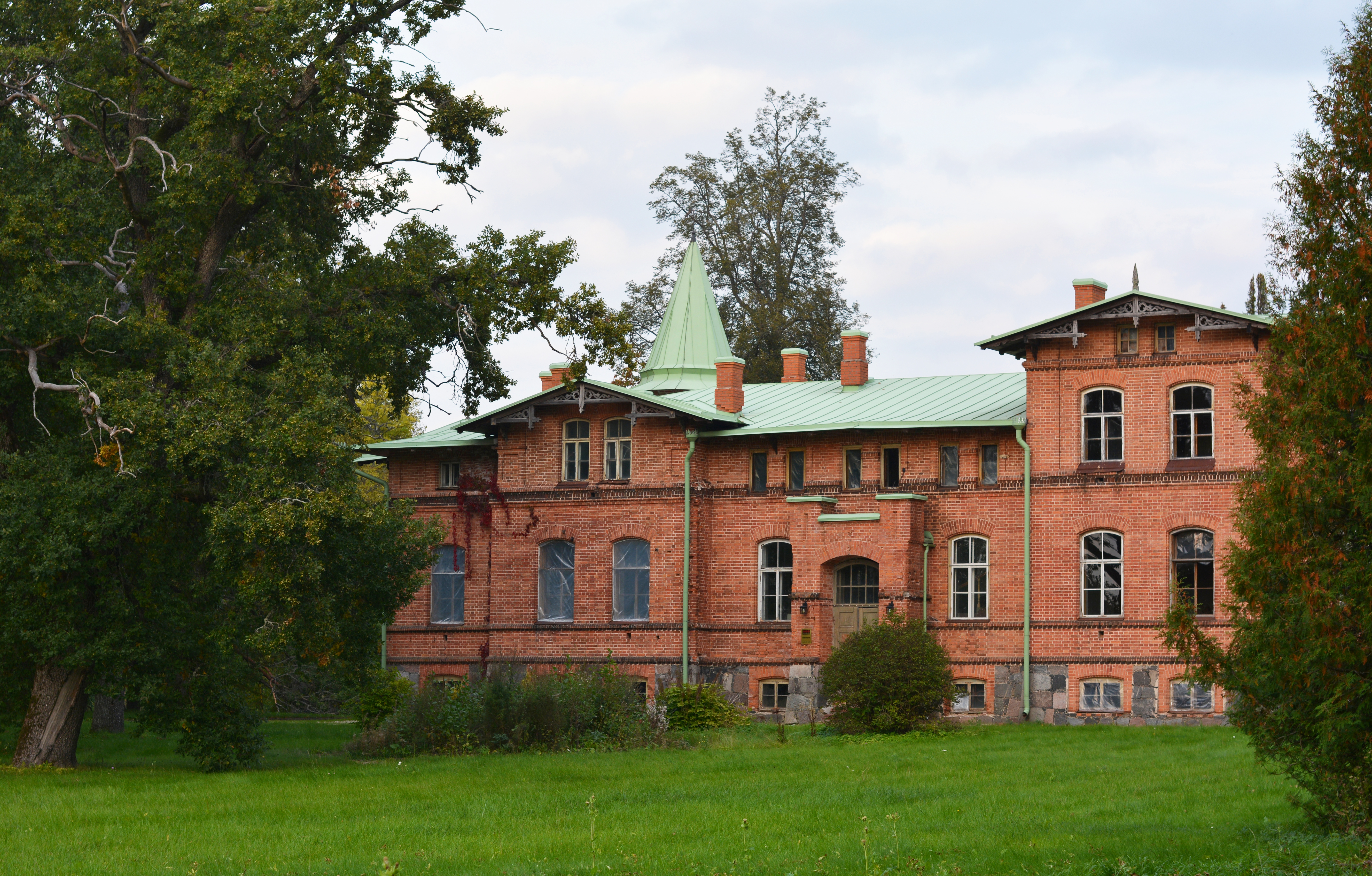
Herrenhaus auf dem Gut Kollo

König Gustav Adolph von Schweden verlieh im Jahre 1625 dem Reiter Peter Groot mehrere, im Pernauschen gelegene, Grundstücke. Hieraus entstand das Gut Sallentack, dessen Besitz im Jahre 1653 dem Sohne des ersten Erwerbers, Adam Grotenhielm, bestätigt wurde. Der Rittmeister Magnus Gustav von Grotenhielm verkaufte das Gut am 22. März 1749 dem Pernauschen Ratsherrn Jacob von Dohren für 7157 Rubel, indessen löste sein Sohn, George Friedrich von Grotenhielm, es wiederum ein. Ab 1785 waren die Grotenhielms erneut Besitzer von Sallentack, welches am 23. November 1814 meistbietend verkauft wurde.
- Kollo[7]

Das im 17. Jahrhundert gegründete Gut gehörte den Adelsfamilien von Grotenhjelm, von Middendorff und von Schilling. Das Gut wurde um 1639 erstmals erwähnt, und gehörte Peter Grote, es verblieb in der Familie von Grote bis 1874. Danach ging das Anwesen in den Besitz von Eduard Middenhof über.
Das Hauptgebäude wurde im Jahre 1890 errichtet, nach der Brandstiftung im 1905 wurde es in ursprünglicher Form wiederaufgebaut. Heute ist das Gutszentrum in Privatbesitz. Zu dem Herrenhaus gehört ein weitläufiger Park.